# Danilo Abbruciati
Danilo Abbruciati, detto anche Er Camaleonte (Roma, 4 ottobre 1944 – Milano, 27 aprile 1982), è stato un mafioso italiano, uno dei boss dell'organizzazione mafiosa romana della Banda della Magliana.

## Biografia

### Le origini ed il pugilato
Figlio del pugile Otello Abbruciati (detto il Moro, per via della sua carnagione scura), campione italiano dei Pesi piuma e dei leggeri, Danilo nasce al Trionfale, quartiere della zona nord di Roma, per poi trasferirsi successivamente con i genitori e la sorella Germana nella zona di Primavalle, cimentandosi lui stesso nell'arte del pugilato per poi abbandonare la disciplina per mancanza di rigore e perfezione nella pratica, richiestagli da suo padre e suo allenatore.

### La carriera criminale
La sua carriera da criminale inizia quando, appena compiuta la maggiore età, comincia a frequentare un gruppo di ragazzi della buona società romana che ben presto si trasforma in una vera e propria batteria di rapinatori, denominata dalla stampa la Gang dei Camaleonti (da cui il suo nomignolo) che, nel biennio 1964-1965, si specializza in furti nelle abitazioni dei ricchi quartieri capitolini e che gli procura la sua prima condanna (a 4 anni) detentiva. Nel 1967, intanto convive con Claudia e nel 1970, nasce la loro unica figlia mentre l'anno seguente la donna lo denuncia per lesioni, maltrattamenti e sequestro di persona.
Abbandonate le rapine e con una fama di criminale sempre crescente, Abbruciati, che nel periodo passato in carcere, a Milano ha modo di fare la conoscenza del boss della malavita meneghina Francis Turatello e di stringere con lui anche un forte legame di amicizia, riesce a spendere questa sua conoscenza per entrare in contatto con il clan dei marsigliesi di Maffeo Bellicini, Albert Bergamelli e Jacques Berenguer. La banda, operante tra Francia e Roma, è dedita a rapine, sequestri di persona, traffico di droga, sfruttamento della prostituzione, gestione delle bische clandestine e a quel tempo controlla, tra le altre cose, gran parte dei locali della Dolce Vita di via Veneto. Con loro Abbruciati realizza numerosi reati per i quali torna ancora una volta dietro le sbarre, alla fine del 1978.

### L'adesione alla Banda della Magliana
Tornato di nuovo libero nei primi mesi del 1979, Abbruciati trova una situazione del tutto nuova tra le strade della capitale, una nuova banda di criminali, infatti, sta mano a mano prendendo il controllo dei traffici illeciti della città: la Banda della Magliana. Grazie all'incontro con i vecchi amici del Testaccio, Abbruciati entra in contatto con i boss di quel nascente clan, Enrico De Pedis, Paolo Frau e Franco Giuseppucci, con i quali riallaccia vecchi rapporti di collaborazione assieme alla sua nuova amante, Fabiola Moretti nello smercio della droga nel quartiere. In quel periodo Giuseppucci e Abbruciati, frequentando i locali del bar Fermi  o quelli del bar di via Avicenna (entrambi nella zona di Ponte Marconi), dove spesso si ritrovano anche molti dei componenti della stessa Banda, entrano in contatto con Massimo Carminati, membro dei Nuclei Armati Rivoluzionari e, ben presto, lo prendono sotto la loro ala protettiva. A loro Carminati inizia ad affidare i proventi delle rapine di autofinanziamento effettuate con i NAR, in modo da poterli riciclare in altre attività illecite quali l'usura o lo spaccio di droga. In regime di reciproco scambio di favori, la Banda, di tanto in tanto commissiona ai giovani fascisti anche di eliminare alcune persone poco gradite.
Come poi riferirà anni dopo Abbatino, interrogato dagli inquirenti nell'istruttoria del processo che vedrà alla sbarra tutta quell'organizzazione malavitosa romana, nel 1992:
Circostanza confermata anche dalla Moretti, compagna di Abbruciati, che sempre nella medesima istruttoria ha modo di dichiarare: 
All'interno della Banda, però, nonostante le strette regole auto-imposte dagli stessi componenti, il Camaleonte manterrà sempre una certa indipendenza che rispecchia il suo spirito imprenditoriale e che lo porterà a stringere rapporti di collaborazione con politici corrotti, estremisti di destra, mafiosi del calibro di Pippo Calò, boss palermitano della famiglia di Porta Nuova e punto di riferimento di Cosa nostra a Roma e, indirettamente, anche con faccendieri come Flavio Carboni con i quali Abbruciati investe i proventi dello spaccio della droga in operazioni immobiliari in Sardegna. Grazie al buon rapporto con Calò e con l'altro boss palermitano Stefano Bontate, Abbruciati porta inoltre in dote alla Banda, un prezioso canale di rifornimento di stupefacenti direttamente connesso a Cosa nostra.
(Rivelazioni di Abbatino.)
Oltre al fiuto per gli affari, il Camaleonte è anche un killer senza scrupoli ed agisce sia per regolare interessi personali (o della Banda) sia su commissione, pagato da terzi. Il 3 febbraio del 1981, ad esempio, nel periodo in cui la resa dei conti all'interno della Banda inizia a prendere la forma di una vera e propria mattanza, partecipa alla esecuzione di Antonio Leccese, cognato dell'altro boss della Magliana Nicolino Selis, ucciso da Abbatino ed Edoardo Toscano, che viene giustiziato da Abbruciati e Antonio Mancini per strada, mentre a bordo della sua A112 faceva ritorno a casa dopo aver firmato la presenza al commissariato di zona. E della faida interna che, da lì a poco, dividerà per sempre gli ex sodali della Banda ne sarà vittima anche Domenico Balducci, detto Memmo er Cravattaro che, nello stesso anno, compie il fatale errore di trattenere per sé una parte del denaro (150 milioni) destinato a Pippo Calò, firmando così la sua condanna a morte che avviene, sempre per mano di Abbruciati (accompagnato questa volta da De Pedis e Raffaele Pernasetti), la sera del 16 ottobre 1981 quando, rincasando in motorino nella sua lussuosa villa all'Aventino, viene ucciso dai testaccini. Ne seguirà un litigio acceso tra Abbruciati e Abbatino, il quale rinfaccia al testaccino di perseguire propri scopi personali al di fuori dell'interesse comune del gruppo. In pratica, ai testaccini viene rivolta l'accusa di essere dei traditori che mettono in pericolo i compagni unicamente per proteggere gli affari dei Corleonesi.
Il 25 novembre la polizia scopre l'arsenale della Banda nello scantinato del Ministero della sanità all'EUR e il custode chiama in causa Abbatino e Abbruciati salvo poi ritrattare.
Abbruciati entró poi in contrasto con due esponenti della criminalità romana, Roberto Belardinelli detto Bebo e Massimo Barbieri. Con il primo il motivo del contendere è una banale rissa in un locale notturno capitolino, nel corso della quale Abbruciati esplode alcuni colpi di pistola all'indirizzo del Belardinelli che si dà alla fuga e che, come spiega Fabiola Moretti interrogata dal giudice istruttore, inizia una guerra personale contro Abbruciati che trova la fine con un morto ammazzato e innocente. La Moretti spiega che:
Lo scontro con Massimo Barbieri è causato, invece, da un festino organizzato da quest'ultimo con la madre di sua figlia e con la sorella. Il Camaleonte non accetta questa mancanza di rispetto e cerca di vendicarsi ma, tradito dalla pistola, inceppatasi all'ultimo momento, lo pesta a sangue con il calcio dell'arma stessa. Dal canto suo, Barbieri cerca di vendicarsi attentando alla vita di Abbruciati con un colpo di pistola alla tempia. Il proiettile, che il Camaleonte decide di far rimuovere solo a vendetta eseguita, però non lo uccide e non lascia conseguenze gravi, segnando tuttavia la condanna a morte dell'attentatore. Come se non bastasse, Barbieri si rende responsabile del rapimento e delle sevizie a danno di Fabiola Moretti. La tanto attesa occasione per la vendetta viene offerta ai Testaccini da un compare di Barbieri, Angelo Angelotti, il quale sfrutta il dissidio dell'ex amico con gli esponenti della Banda per sbarazzarsi di lui, in quanto segretamente innamorato della moglie. Attirato con una scusa a un festino presso un'abitazione di Ladispoli, Barbieri viene narcotizzato e legato per poi essere torturato per ore con un coltello da Abbruciati e De Pedis. Una volta ucciso, il suo corpo viene carbonizzato e abbandonato nella campagna romana. Il 18 gennaio 1982 il suo cadavere viene ritrovato in una discarica vicino a Ladispoli e le condizioni sono raccapriccianti: bruciato, un occhio perforato da una lama, dei tagli sul viso, il naso spaccato e un proiettile nel cranio e uno al centro della fronte.

### Gli ultimi anni, l'agguato e la morte
La forte personalità, il carisma e l'intelligenza di questo bandito lo spinge a stringere rapporti anche con neofascisti ed esponenti dei servizi segreti, che in più di una occasione, in cambio dei suoi servizi, gli offrono protezione ed impunità. Proprio un intreccio di interessi criminali tra componenti della Banda, ambienti della criminalità economica e politica, e Cosa Nostra sono alla base del tentato omicidio di Roberto Rosone, vice presidente del Banco Ambrosiano quando Abbruciati perde la vita, il 27 aprile del 1982.
Su richiesta di Ernesto Diotallevi, altro esponente di spicco della Banda e tramite tra i mandanti (Flavio Carboni e Pippo Calò) e gli esecutori, Abbruciati giunge a Milano in treno insieme a Bruno Nieddu per attentare alla vita del funzionario, ma non riesce nell'impresa di ucciderlo a causa di un guasto alla sua pistola Beretta Serie 70 calibro 7,65 e, dopo essere riuscito solo a gambizzarlo, viene ferito a morte da una guardia giurata, Franco Germi, con un colpo alle spalle, mentre scappa a bordo di una motocicletta guidata dal suo complice. Nella giacca del suo cadavere, i poliziotti trovano una scatoletta di fiammiferi con appuntato un numero intestato a Mirella Fiorani, cognata di Diotallevi; trovano inoltre due permessi internazionali di guida rilasciati uno nella Repubblica Dominicana e l'altro a Lagos, in Nigeria, i quali permettono il riconoscimento di Abbruciati.
(Racconto di Maurizio Abbatino.)

## Le indagini ed i mandanti dell'omicidio
La notizia della sua morte a Milano coglie di sorpresa sia i suoi amici della Magliana, sia gli stessi investigatori che si chiedono, per molto tempo, le ragioni che abbiano portato Abbruciati a Milano, così lontano dai suoi interessi romani, da mero sicario. Una stranezza, quella che sia andato personalmente a eseguire un "lavoro" così rischioso quanto ben remunerato, che non verrà mai spiegata fino in fondo dalle inchieste che seguiranno negli anni a venire. Come mandanti dell'agguato verranno prima condannati e poi assolti nel 1999 Diotallevi e Carboni, mentre il suo complice Nieddu verrà condannato a 10 anni e 6 mesi per tentato omicidio.

## Nella cultura di massa
La figura di Abbruciati ha ispirato il personaggio di Massimo Battini, alias Nembo Kid nel libro Romanzo criminale, scritto nel 2002 da Giancarlo De Cataldo e riferito alle vicende realmente avvenute della Banda della Magliana. Nell'omonima serie televisiva, diretta da Stefano Sollima, i panni di Nembo Kid furono vestiti dall'attore Edoardo Leo.
Il personaggio di Danilo Abbruciati, interpretato dall'attore romano Bruno Bilotta, compare nel film I banchieri di Dio - Il caso Calvi, diretto da Giuseppe Ferrara nel 2002 e tratto dall'omonimo libro curato da Mario Almerighi, il giudice che all'epoca si occupò del caso Calvi.